# Salses-le-Château
Salses-le-Château (in catalano Salses) è un comune francese di 3 079 abitanti situato nel dipartimento dei Pirenei Orientali nella regione dell'Occitania.
Nel territorio del comune sorge un monumento, la Porta dei Paesi Catalani, a segnare il confine in Francia dei Paesi catalani, e una grande fortezza rinascimentale, la Fortezza di Salses.

## Società

### Evoluzione demografica
Abitanti censiti